# Mindscape (empresa)
Mindscape fue una empresa de desarrollo de videojuegos, activa entre 1983 y 2011. Sus títulos más notables incluyeron Lego Island y Moonstone: A Hard Days Knight.

## Historia
Mindscape comenzó como una marca de The Software Toolworks, un distribuidor de videojuegos y software, activo desde 1980 hasta 2001. Comenzó a cabo la edición de software para computadoras personales Zenith Data Systems. Los primeros productos incluyeron el Mychess y el C/80 C el recopilador para CP/M. Los dos productos más populares fueron la serie de hace mucho tiempo Mavis Beacon Teaches Typing y las series de videojuegos de Chessmaster. También es menos conocido por su contribución en el desarrollo de la serie Lego Island de ordenador personal. En 1990 TST presenta el Piano milagroso (Miracle Piano), un producto críticamente aclamado que enseña música que casi hundió la empresa después de que esto sobrecargo el hardware de piano, no era capaz de venderse por copias del producto muy rápidamente, y fue obstruido con un extenso inventario.
En 1997 el departamento de desarrollo interno fue cerrado. Por un trato no revelado con Electronic Arts del Reino Unido, la mayor parte del personal de desarrollo, y el juego que ellos desarrollaban (que estaba cerca de finalizar) - Warhammer: Dark Omen - fue movido a las oficinas de EA en Guildford, Surrey, y liberado a principios de 1998.
A continuación se presenta una cronología de acontecimientos ocurridos entre 1994 y 2005:
- 1994: compra al distribuidor de videojuegos de guerra SSI y cambian su nombre a Mindscape.[1]
- 1994: Vendido a Pearson PLC por 503 millones de dólares.[6][7]
- 1998: Vendido a The Learning Company por 150 millones de dólares.[8]
- 1999: Vendido a Mattel por aproximadamente 347 millones de dólares, lo que provoca un fuerte impacto a Mattel de precios de acciones y la expulsión de su director general. Mattel posteriormente vende Mindscape a Gore Technology Group por solo una parte de los beneficios que Gore podría obtener mediante la venta de las propiedades.[9][8]
- 2001: Mindscape se hace una empresa independiente en la siguiente compra de la división internacional de The Learning Company del Gore Technology Group de Jean-Pierre Nordman.[2][10]
- 2002: Montparnasse Multimedia es comprada por Mindscape.[11][12]
- 2011: el 10 de agosto se anuncia el cierre de la empresa.[13][14]

## Videojuegos
Catálogo:
- Balance of Power (1985)
- Deja Vu (1985)
- Uninvited (1986)
- American Challenge: A Sailing Simulation (1986)
- James Bond 007: Goldfinger (1986)
- Shadowgate (1987)
- Mavis Beacon Teaches Typing (1987)
- Road Runner (Commodore 64, MS-DOS) (United States, Canada) (1987)
- Visions of Aftermath: The Boomtown (PC) (1988)
- Willow (Amiga, Atari ST, Commodore 64, MS-DOS) (1988)
- The Colony (1988)
- Indiana Jones and the Temple of Doom (NES) (1988)
- Paperboy (NES, Game Boy) (1988, 1990)
- Fiendish Freddy's Big Top O'Fun (Amiga, ZX Spectrum, Commodore 64, Amstrad CPC) (1989)
- Prince of Persia (1989)
- Harley-Davidson: The Road to Sturgis (1989)
- Captive (1990)
- Mad Max (NES) (1990)
- SimAnt (1991)[18]
- Moonstone: A Hard Days Knight (1991)
- Knightmare (1991)
- Captain America and The Avengers (SNES + Portátiles) (1991)
- Captain Planet and the Planeteers (1991)
- Gods (1991)
- D/Generation (1991)
- Contraption Zack (1992)
- SimLife (1992)
- Outlander (1992)
- The Terminator (NES) (1992)
- Legend (aka The Four Crystals of Trazere) (1992)
- Worlds of Legend: Son of the Empire (1993)
- Prince of Persia 2: The Shadow and the Flame (1993)
- Wing Commander (SNES) (1993)
- Super Battleship (1993)
- Star Wars Chess (1993)[19]
- Metal Marines (1993)
- Liberation: Captive 2 (Amiga, Amiga CD32) (1994)
- Aliens: A Comic Book Adventure (MS-DOS) (1995)
- Cyberspeed (PC [cancelado], PlayStation) (1995)[20]
- Warhammer: Shadow of the Horned Rat (1995)
- Pool Champion (1995)
- Angel Devoid: Face of the Enemy (1996)
- Azrael's Tear (1996)
- Starwinder (1996)
- Steel Harbinger (1996)
- Counter Action (1997)
- Lego Island (PC) (1997)
- Aaron Vs. Ruth (1997)
- John Saul's Blackstone Chronicles (1998)
- Warhammer: Dark Omen (1998)
- Prince of Persia 3D (1999)
- Rat Attack! (1999)
- Billy Hatcher and the Giant Egg (PC) (2006)
- Golden Balls (2008)